# Takano Sasaburō
Takano Sasaburō (jap. 高野 佐三郎; * 28. Juni 1862; † 31. Dezember 1950)  war ein japanischer Kendōka.
Er war ein bekannter Vertreter der Nakanishi-ha Ittō-ryū sowie der Hokushin Ittō-ryū und wurde im April 1913 zum Hanshi ernannt. Diese Graduierung entsprach im Graduierungssystem vor 1956 im Kendo dem heutigen 9. oder 10. Dan. Er unterrichtete Kendō an der Höheren Normalschule Tokio (später Pädagogische Universität Tokio), an der Waseda-Universität und bei der Tokioter Stadtpolizei. Er gehörte zu den fünf Vorsitzenden des Ausschusses, der die Dai-Nihon-Teikoku-Kata (Kendo Kata des Großjapanischen Kaiserreiches) erarbeitete und 1915 veröffentlichte.